# Mary Washburn
Mary Washburn, född 4 augusti 1907 i Hudson Falls i New York, död 2 februari 1994 i Weymouth i Massachusetts, var en amerikansk friidrottare.
Washburn blev olympisk silvermedaljör på 4 x 100 meter vid sommarspelen 1928 i Amsterdam.